# Manuell Kodierte Sprache
Manually Coded Language (kurz MCL) gehört zu einer Gruppe von Methoden zur gesturalen Kommunikation, zu denen sowohl das Fingeralphabet als auch Konstruierte Sprache gehören, die die Grammatik und Syntax gesprochener Sprachen direkt in eine gestural-visuelle Form importieren – das heißt, gebärdete Versionen gesprochener Sprachen. Anders als die Gebärdensprachen, die sich auf natürliche Weise in Gehörlosencommunities entwickelt haben, sind diese manuellen Codes eine bewusste Erfindung gehörloser und hörender Pädagogen und weisen daher nicht die deutlichen räumlichen Strukturen auf, die in den nativen Gebärdensprachen der Gehörlosen vorhanden sind. MCLs folgen zumeist der Grammatik der gesprochenen Sprache – oder genauer gesagt der geschriebenen Form der gesprochenen Sprache, die sie interpolieren. Sie wurden hauptsächlich in der Gehörlosenbildung verwendet, um „Englisch mit den Händen darzustellen“ und von Gebärdensprachdolmetschern in Grundschulen, obwohl sie auch einen gewissen Einfluss auf Gebärdensprachen der Gehörlosen hatten, wo sie weit verbreitet waren.

## Geschichte
Es ist nicht bekannt, wann die ersten Versuche unternommen wurden, eine gesprochene Sprache durch Gesten darzustellen. Tatsächlich wird spekuliert, dass sich gesprochene Sprachen möglicherweise aus Gebärdensprachen entwickelt haben, und es könnte in der Geschichte nicht dokumentierte Fälle geben, in denen Laut- und Gebärdensprachen nebeneinander existierten. Es ist nicht ungewöhnlich, dass Menschen Gesten entwickeln, um Wörter oder Ausdrücke in Kontexten zu ersetzen, in denen Sprechen nicht möglich oder erlaubt ist, wie etwa in einem Fernsehstudio. Diese Gesten sind jedoch normalerweise begrenzt und entwickeln sich selten zu vollständigen Darstellungen einer gesprochenen Sprache. Eines der ausgereiftesten Beispiele für diese Art von manuellem System ist die Warlpiri Sign Language, eine vollständige Gebärdenform des gesprochenen Warlpiri, die von einer indigenen Gemeinschaft in Zentralaustralien aufgrund kultureller Verbote der Sprache entwickelt wurde. Gebärdensprachwissenschaftler unterscheiden üblicherweise zwischen diesen Plansprachen von Gebärdensprachen (Historische Gebärdensprachen) und manuell kodierten Sprachen. Letztere sind speziell für den Einsatz in der Gehörlosenbildung konzipiert und stellen in der Regel die geschriebene Form der Sprache dar.
Im England des 7. Jahrhunderts (672-735) schlug der Benediktinermönch Beda Venerabilis ein System namens Fingeralphabet vor, um die Buchstaben der Lateinischen Schrift auf den Fingern darzustellen. Die im gesamten mittelalterlichen Europa verwendeten Klösterlichen Zeichensprachen verwendeten sowohl Fingeralphabete als auch Zeichen und konnten mit genügend Geduld eine geschriebene Sprache darstellen. Abgesehen von dem allgemein verstandenen Grundprinzip, ein Schweigegelübde einzuhalten, dienten sie auch als Eselsbrücke für Prediger. Diese Fingeralphabete wurden erstmals im Spanien des 17. Jahrhunderts verwendet, um die gehörlosen Kinder der Könige zu unterrichten. Solche Alphabete werden heute von gehörlosen Gebärdengemeinschaften weithin verwendet, um Wörter oder Ausdrücke der in ihrem Teil der Welt verwendeten gesprochenen Sprache darzustellen.
Der erste bekannte Versuch, eine vollständige Gebärdensprache zu entwickeln, mit der gehörlose Kinder unterrichtet werden konnten, wurde von Abbé de l’Épée unternommen, einem Pädagogen aus dem Frankreich des 18. Jahrhunderts. Obwohl die Gehörlosengemeinschaft bereits eine Gebärdensprache verwendete (heute als Vieille langue des signes française bekannt), hielt Épée diese für primitiv und machte sich daran, ein vollständiges visuell-gestisches System zu entwickeln, um die Konzepte von Religion und Recht darzustellen, die er seinen Schülern vermitteln wollte. Sein System der signes méthodiques (methodische Zeichen) war recht eigenwillig, und obwohl es keine strikte Darstellung des Französischen war, legte sein Erfolg den Grundstein für die Gebärdensprachen von heute. Die wirkliche Verbreitung solcher Systeme fand in der zweiten Hälfte des 20. Jahrhunderts statt, und in den 1980er Jahren waren manuell kodierte Sprachen in vielen Teilen der Welt die vorherrschende Kommunikationsform von Lehrern und Dolmetschern in Klassenzimmern mit gehörlosen Schülern. Bei den meisten in den 1970er und 1980er Jahren im Fernsehen gezeigten Gebärdensprachdolmetschungen handelte es sich in Wirklichkeit um die Transliteration einer gesprochenen Sprache in eine manuell kodierte Sprache.
Die zunehmende Anerkennung von Gebärdensprachen hat in jüngster Zeit die Verbreitung manuell kodierter Sprachen gebremst, und vielerorts bevorzugen Dolmetscher und Bildungseinrichtungen heute die Verwendung der natürlichen Gebärdensprachen der Gehörlosengemeinschaft. In einigen Teilen der Welt werden MCLs weiterhin von staatlichen Institutionen entwickelt und unterstützt; ein aktuelles Beispiel sind die Arabischen Gebärdensprachen. Einige MCL-Systeme (wie das Paget Gorman Sign System) haben überlebt, indem sie ihren Schwerpunkt von der Gehörlosenbildung auf Menschen mit anderen Kommunikationsbedürfnissen verlagert haben.

## Kritik
Der Gebrauch von MCLs ist umstritten und wird seit Épées Zeit von „Oralisten“ abgelehnt, die glauben, dass Gehörlose sprechen, von den Lippen ablesen und Hörgeräte benutzen sollten, anstatt zu gebärden. Auf der anderen Seite gibt es Mitglieder der American Sign Language (ASL)-Gemeinschaft, die sich aus philosophischen und praktischen Gründen gegen eine breite oder ausschließliche Anwendung von MCLs wehren. Das Englische kann die Kommunikationsfähigkeit von Hörbehinderten nicht vollständig zum Ausdruck bringen und genauso wie geschriebene Formen gesprochener Sprachen für die alltägliche Kommunikation nützlich, aber lästig sind, können diese manuellen Codes eine natürliche Gebärdensprache nicht ersetzen. Trotzdem haben Elemente dieser Systeme einen gewissen Einfluss auf die Gebärdensprachen der Gehörlosen gehabt.
Untersuchungen in den USA haben gezeigt, dass Manuell Kodiertes Englisch im Unterricht meist unvollständig und inkonsistent angewendet wird: Hörende Lehrer neigen dazu, „Abstriche zu machen“, indem sie Wortendungen und "Funktionswörter" nicht gebärden, höchstwahrscheinlich, weil sie das Tempo verlangsamen und die Phrasierung der natürlichen Sprache des Lehrers verzerren. Das Ergebnis ist eine Art "Pidgin Sign English", dem die grammatische Komplexität sowohl des Englischen als auch der American Sign Language fehlt.

## Wichtige Ansätze
Es gibt viele verschiedene Ansätze zur manuellen Kodierung gesprochener Sprachen. Einige bestehen darin, alles mit den Fingern zu buchstabieren, eine Technik, die im Englischen manchmal als „Rochester-Methode“ bekannt ist, nach der Rochester School for the Deaf in New York, wo sie von 1878 bis in die 1940er Jahre verwendet wurde. Während die meisten MCLs langsamer sind als gesprochene oder Gebärdensprachen, ist diese Methode besonders langsam und wird in der heutigen Zeit im Allgemeinen als für Kinder nicht zugänglich angesehen. Einige taubblinde Menschen kommunizieren jedoch immer noch hauptsächlich mit der Rochester-Methode. Die meisten manuell kodierten Sprachen ermöglichen simultane Kommunikation – das heißt, gleichzeitiges Gebärden und Sprechen –, obwohl das natürliche Sprechtempo manchmal verlangsamt werden muss.
Das Paget Gorman Sign System (PGSS) ist ein MCL, dessen Entwicklung in den 1930er Jahren von Sir Richard Paget begann. Er studierte bestehende Gebärdensprachen und versuchte, eine einfachere Methode zu finden, um Zeichen zu verstehen, die pantomimischer Natur sind. Er arbeitete mit Grace Paget (seiner Frau) und Pierre Gorman zusammen, die beide seine Arbeit nach seinem Tod im Jahr 1955 übernahmen. Paget veröffentlichte 1951 ein Buch über den Wortschatz von Kindern, das 900 Zeichen umfasste.
1964 wurde PGSS zum ersten Mal in einem Experiment einer Gruppe gehörloser Erwachsener beigebracht. Es entwickelte sich von der Ausbildung für Gehörlose zur Ausbildung von Menschen mit Sprach- und Sprechstörungen. Es wurden neue Systeme für gehörlose Erwachsene entwickelt, um auf die British Sign Language (BSL) umzusteigen, was den Wendepunkt in der Verwendung darstellte.
PGSS verfügt derzeit über schätzungsweise 56.000 Wortkombinationen.

### Gebärdete Lautsprachen
Diese Systeme (Signed English, Lautsprachbegleitende Gebärden usw.) waren das Mittel für die weltweite Explosion der MCLs in der Gehörlosenbildung in der zweiten Hälfte des 20. Jahrhunderts und sind das, was man heute im Allgemeinen mit dem Ausdruck „manuell codierte Sprache“ meint. Ihr Ziel ist eine Wort-für-Wort-Darstellung der geschriebenen Form einer gesprochenen Sprache und erfordern dementsprechend die Entwicklung eines enormen Wortschatzes. Dies wird normalerweise dadurch erreicht, dass sie Zeichen/Gebärden aus der lokalen Gebärdensprache als Grundlage verwenden und dann speziell geschaffene Zeichen für Wörter und Wortendungen hinzufügen, die in der Gebärdensprache der Gehörlosen nicht existieren. Dabei werden oft „Initialisierungen“ verwendet und etwaige Lücken durch Fingeralphabet ausgefüllt. So hat das "Signed English" in Amerika (basierend auf ASL) einen ganz anderen Wortschatz als das "Signed English" in Großbritannien (basierend auf BSL) sowie das Signed English in Irland, Australasien und Südafrika. Signing Exact English (SEE2) wurde 1969 in den USA entwickelt, wird inzwischen auch weltweit gelehrt und wird heute in Gehörlosenschulen in Singapur verwendet und im Unterricht der Singapore Association for the Deaf unterrichtet.

### Mund–Hand-Systeme
Ein anderer weit verbreiteter Ansatz besteht darin, die Phoneme einer gesprochenen Sprache visuell darzustellen, anstatt die Wörter durch Zeichen darzustellen. Diese Systeme werden manchmal als „Mouth Hand Systems“ (MHS) bezeichnet. Ein frühes Beispiel wurde 1903 in Dänemark von Georg Forchhammer entwickelt. Weitere sind das Assisted Kinemes Alphabet (Belgien) und ein persisches System, das 1935 von Jabar Baghtcheban entwickelt wurde —zusätzlich zum weltweit am weitesten verbreiteten MHS, Ergänzter Laut-Sprache. Da der gesamte Satz an Phonemen für eine gesprochene Sprache klein ist (Englisch hat 35 bis 45, je nach Dialekt), lässt sich ein MHS relativ einfach für andere Sprachen adaptieren.
Ergänzte Laut-Sprache kann als manuelle Ergänzung zum Lippenlesen angesehen werden. Eine kleine Anzahl von Handformen (die Konsonanten darstellen) und Stellen in der Nähe des Mundes (die Vokale darstellen) unterscheiden zwischen Lauten, die auf den Lippen nicht zu erkennen sind; in Tonsprachen folgt die Neigung und Bewegung der Hand dem Ton. Zusammen mit Lippenmustern betrachtet, machen die Gesten alle Phoneme der gesprochenen Sprache visuell verständlich.
Ergänzte Laut-Sprache (englisch Cued Speech) wird traditionell nicht als manuell kodierte Sprache bezeichnet. Obwohl es mit den gleichen Zielen wie die Gebärdensprachen entwickelt wurde, nämlich um die Englischkenntnisse gehörloser Kinder zu verbessern, orientiert es sich eher an den Lauten als an der Schriftform der gesprochenen Sprache. Daher werden Sprecher mit unterschiedlichem Akzent unterschiedliche „Cues“ abgeben.
Ergänzte Laut-Sprache wurde verwendet, um gehörlose Kinder auf Hörhilfen und Cochlea-Implantate vorzubereiten, indem dem zukünftigen Träger die Phoneme der gesprochenen Sprache beigebracht wurden. Wenn das Kind ein Hörgerät oder ein Cochlea-Implantat erhalten hat, benötigt es kein so intensives Hörtraining mehr, um die gesprochene Sprache hören zu lernen.

## Liste der gebärdeten Sprachen
Nachfolgend sind einige der Systeme aufgeführt, die für verschiedene gesprochene Sprachen entwickelt wurden. Sie reichen von formellen Systemen, die die Grammatik der gesprochenen Sprache kodieren, über informelle Systeme, bei denen Gebärden zusammen mit der Sprache verwendet werden, bis hin zur Übersetzung gesprochener Wörter in Gebärden.
| Sprache                                | Sprache                                | manuell kodierte Sprache |
| -------------------------------------- | -------------------------------------- | --- |
| Afrikaans                              | Afrikaans                              | Signed Afrikaans (Gebärden der South African Sign Language) |
| Amharisch                              | Amharisch                              | Signed Amharic |
| Arabisch                               | Arabisch                               | Signed Arabic |
| Mandarin-Chinesisch                    | Mandarin-Chinesisch                    | Wenfa Shouyu 文法手語 ('Grammatische Gebärdensprache', Gebärdensprache Mandarin (Taiwan))                                                                                  |
| Dänisch                                | Dänisch                                | Signed Danish |
| Niederländisch                         | Niederländisch                         | Nederlands met Gebaren (NmG) – Signed Dutch |
| Englisch                               | generelles Englisch                    | Rochester Method —basiert auf Gebärden der lokalen Gebärdensprache (in den verschiedenen Regionen unterschiedliche Fingeralphabete verwendet)                              |
| Englisch                               | Amerikanisches Englisch                | American Signed English; Seeing Essential English (SEE1); Signing Exact English (SEE2); Linguistics of Visual English (LOVE); Conceptually Accurate Signed English (CASE)  |
| Englisch                               | Australisches Englisch                 | Australasian Signed English |
| Englisch                               | Britisches Englisch                    | British Signed English; Sign Supported Speech (SSS) oder Sign Supported English (SSE) (Englisch sprechen mit Schlüsselwortzeichen); Paget Gorman Signed Speech (PGSS)      |
| Englisch                               | Hiberno-Englisch (Irland)              | Irish Signed English (unter Verwendung von Gebärden der Irish Sign Language), Signed English (unter Verwendung von Gebärden der Northern Ireland Sign Language)            |
| Englisch                               | Kenianisches Englisch                  | Kenya Signed English |
| Englisch                               | Südafrikanisches Englisch              | South African Signed English (Gebärden der South African Sign Language) |
| Esperanto                              | Esperanto                              | Signuno (Esperanto manual alphabet) |
| Finnisch                               | Finnisch                               | Signed Finnish |
| Französisch                            | Französisch                            | Signed French |
| Deutsch                                | Deutsch                                | Lautsprachbegleitende Gebärden (LBG, englisch 'signs accompanying speech') und Lautsprachunterstützende Gebärden (LUG, englisch 'signs supporting speech') – Signed German |
| Hebräisch                              | Hebräisch                              | Signed Hebrew (mündliches Hebräisch mit Gebärden) |
| Hindi-Urdu und andere Sprachen Indiens | Hindi-Urdu und andere Sprachen Indiens | Indian Signing System (ISS) (Vokabular aus der Indian Sign Language, angepasst an mindestens sechs indische Sprachen)                                                      |
| Indonesisch                            | Indonesisch                            | Sistem Isyarat Bahasa Indonesia (SIBI, 'Signed Indonesian') |
| Italienisch                            | Italienisch                            | italiano segnato ('Signed Italian') und italiano segnato esatto ('Signed Exact Italian')                                                                                   |
| Japanisch                              | Japanisch                              | Signed Japanese (日本語対応手話) (auch bekannt als Manually Coded Japanese, simultane methodische Zeichen)                                                                 |
| Malaiisch                              | Malaiisch                              | Bahasa Malaysia Kod Tangan (BMKT) (Manually Coded Malay) |
| Nepali                                 | Nepali                                 | Signed Nepali (auch Sign-Supported Nepali) |
| Norwegisch                             | Norwegisch                             | Signed Norwegian |
| Polnisch                               | Polnisch                               | System Językowo-Migowy (SJM) (Signed Polish); Signing Exact Polish |
| Portugiesisch                          | Portugiesisch                          | Signed Portuguese |
| Russisch                               | Russisch                               | Signed Russian |
| Spanisch                               | Spanisch                               | Signed Spanish (Mexiko, Spanien und vermutlich anderswo; auch Signed Catalan)                                                                                              |
| Schwedisch                             | Schwedisch                             | Tecknad svenska (Signed Swedish), in den 1970er Jahren entwickelt, heute aber weitgehend außer Gebrauch                                                                    |
| Toki Pona                              | Toki Pona                              | toki pona luka, (toki pona by hand), veröffentlicht in Toki Pona: The Language of Good                                                                                     |
| Urdu                                   | Urdu                                   | Signed Urdu (Pakistan) |
| Xhosa                                  | Xhosa                                  | Signed Xhosa (und ähnlich auch andere Amtssprachen Südafrikas) |